# Laenly Phoutthavong
Laenly Phoutthavong   (Vientiane, 4 de juny de 1996) és una atleta laosiana que competeix en el salt de llargada i triple salt. Va competir als Jocs Olímpics d'Estiu de 2012 i als Jocs Olímpics d'Estiu de 2016 a la prova de 100 metres.

## Marques en competicions
| Representant Laos | Representant Laos             | Representant Laos       | Representant Laos | Representant Laos | Representant Laos |
| ----------------- | ----------------------------- | ----------------------- | ----------------- | ----------------- | ----------------- |
| 2012              | Jocs Olímpics d'Estiu de 2012 | Londres (Regne Unit)    | 22a (pr)          | 100m              | 13,15 s           |
| 2013              | Jocs del Sud-est asiàtic      | Naypyidaw (Myanmar)     | 8a                | Salt de longitud  | 5,41 m            |
| 2013              | Jocs del Sud-est asiàtic      | Naypyidaw (Myanmar)     | 6a                | Triple salt       | 12,18 m           |
| 2014              | Jocs Asiàtics                 | Incheon (Corea del Sud) | 14a               | Triple salt       | 12,26 m           |
| 2015              | Jocs del Sud-est asiàtic      | Singapur                | 9a                | Salt de longitud  | 5,57 m            |
| 2015              | Jocs del Sud-est asiàtic      | Singapur                | 6a                | Triple salt       | 12,27 m           |
| 2016              | Jocs Olímpics d'Estiu de 2016 | Rio de Janeiro, Brasil  | 16a (pr)          | 100 m llisos      | 12,82 s           |
| 2017              | Jocs del Sud-est asiàtic      | Kuala Lumpur            | 9a                | Salt de longitud  | 5,75 m            |
| 2017              | Jocs del Sud-est asiàtic      | Kuala Lumpur            | 7a                | Triple salt       | 12,36 m           |